# 维埃纳站
维埃纳站，是法国的一个铁路车站，位于法国东南部城市维埃纳。

## 位置
维埃纳站位于维埃纳市区的东部，巴黎－马赛铁路542.409公里处。车站大致呈南北走向，开口朝西。

## 概况
维埃纳站是巴黎－马赛铁路线上的一站，也是一个区域性的综合交通枢纽。里昂—维埃纳—瓦朗斯一线的列车已实现公交化运行。但维埃纳站没有直达巴黎的列车，乘客需要在里昂联程中转。

## 设施
维埃纳站设有人工售票窗口，其开放时间如下：
- 周一至五：5:50 - 20:00
- 周六：8:00 - 19:00
- 周日及节假日：9:30 - 20:00

此外，维埃纳站的站房内和车站外侧均设有自动售票机。站内设有地下通道可连接各个站台。

## 停靠线路
以下列车线路在维埃纳站停靠：
| 维埃纳站列车线路表               |      |              |                  |              |
| 线路                             | 车种 | 上一站       | 下一站           | 大致运行频率 |
| 里昂帕尔迪厄—阿维尼翁/马赛       | TER  | 里昂帕尔迪厄 | 勒佩阿日德鲁西永 | 每天10趟左右 |
| 里昂佩拉什—瓦朗斯/阿维尼翁       | TER  | 里昂让马塞   | 圣克莱尔-莱罗什  | 每天8趟左右  |
| 马孔/里昂佩拉什—瓦朗斯           | TER  | 里昂让马塞   | 圣克莱尔-莱罗什  | 每天15趟左右 |
| 索恩河畔自由城/里昂佩拉什—维埃纳 | TER  | 埃斯特雷桑   | （终点）         | 每天14趟左右 |
| 1. 2.                            |      |              |                  |              |

## 配套交通

### 长途客车
维埃纳站对应的大巴车上下车地点为维埃纳新汽车站（法語：Nouvelle gare routière de Vienne），又称"维埃纳综合交通枢纽"（法語：Pôle Multimodale de Vienne），位于维埃纳站南侧。
| 停靠维埃纳站的大巴车 |                                  | |
| 上下车地点           | 运营单位                         | 主要目的地 |
| 维埃纳新汽车站       | 伊泽尔省城际客运 TransIsère      | - 2180线：埃赞皮内、普里马雷特、博尔派尔 - 2900线：埃斯特拉布兰、圣让德布尔奈、拉科特圣安德烈 - 2990线：塞普泰姆、利勒达博、布尔关雅略 |
| 维埃纳新汽车站       | 罗讷省城际客运 Les cars du Rhône | - 111线：奥宗河畔圣桑福里安、韦尼雪 - 少量校车线路，班次较少，仅学生上下课期间运行 （页面存档备份，存于）                              |
| 维埃纳新汽车站       | SNCF Car TER                     | （当某条铁路线施工或罢工时，SNCF可能也会提供途径该线路沿途站点的大巴车）                                                               |
| 1. 2. 3. 4.          |                                  | |

### 市内交通
| 附近的市内公共交通线路      |              | |
| 公交车站名称                | 位置         | 停靠线路 |
| Gare de Vienne 维埃纳火车站 | 维埃纳站正门 | - 1路：维埃纳-维埃纳火车站 ↔ 维埃纳-格朗日初级中学 - 2路：维埃纳-马利索勒体育场 ↔ 维埃纳-里勒高级中学 - 3路：维埃纳-埃斯特雷桑商业中心 ↔ 维埃纳-里勒高级中学 - 4路：维埃纳-埃斯特雷桑商业中心 ↔ 维埃纳-马利索勒体育场 - 5路：维埃纳-维埃纳火车站 ↔ 维埃纳-急救医院 - 6路：维埃纳-维埃纳火车站 ↔ 蓬泰韦克-布拉桑斯初级中学 - 7路：维埃纳-维埃纳火车站 ↔ 罗讷河畔沙斯-弗雷维厄转盘 - 8路（每天仅1班）：维埃纳-维埃纳火车站 ↔ 维埃纳-小舍道 |
| 1. 2.                       |              | |

### 社会车辆
维埃纳站门口设有社会车辆停车场。

## 临近车站
| 维埃纳站（Gare de Vienne）     |                |                            |
| 上行车站                       | 线路           | 下行车站                   |
| 埃斯特雷桑站 2.4km ←           | 巴黎－马赛铁路 | 圣克莱尔-莱罗什站 → 11.8km |
| - 本表仅显示运营中的线路及车站 |                |                            |